# Bitwa pod Prion
Bitwa pod Prion – starcie zbrojne, które miało miejsce w roku 238 p.n.e.
W roku 239 p.n.e. doszło do oblężenia Kartaginy przez zbuntowane wojska najemników wspieranych przez króla Syrakuz Hierona II i Rzymian. Rok później naczelnym wodzem Kartagończyków wybrano Hamilkara a armia kartagińska wyparła buntowników z okolic miasta. Hamilkar otoczył przeciwnika, który z uwagi na brak żywności zdecydował się poddać. Przywódcy najmników Autaritos, Zarzas i Spendios rozpoczęli rozmowy z Hamilkarem, zakończone oddaniem się w ręce zwycięzców. Na wieść o pojmaniu swoich wodzów główne wojska najemników chwyciły za broń. Pod miejscowością Prion doszło do bitwy, w której po otoczeniu buntowników przez wyposażone w słonie bojowe siły Hamilkara wybito ponad 40 000 najmników. Po tym zwycięstwie przywódców buntu ukrzyżowano. Do końca roku 238 p.n.e. stoczono jeszcze kilka potyczek przeciwko ostatniemu z przywódców najemników Mathosowi, zakończonych zwycięstwem Hamilkara. 